# 大成系統
大成系統是中山科學研究院為中華民國海軍建置的指管通信資情監偵（C4ISR）系統，用以統整戰情資訊並指揮各單位作戰。此系統之功能類似北約體系採用的Link-11，故被美國海軍稱為Link-T。:77

## 緣起
1965年8月6日，中華民國海軍章江軍艦（PC-118）與劍門軍艦（PCE-45）於東山島外海遭中國人民解放軍海軍魚雷快艇擊沉，史稱八六海戰。根據中華民國海軍的事後檢討，此次慘敗的原因為：
- 艦隊指揮官輕視敵人，未重視中國人民解放軍戰術戰法的改變
- 艦隊未能及時與其它海空支援兵力建立有效聯繫
- 解放軍雷達系統完整，艦隊自左營港出發時已被偵獲

從上述敘述來看，中華民國國軍在此次戰役中的指管通情效率不彰，指揮官又未能做出及時反應，才會導致兩艘軍艦遭擊沉。為避免此類事件再度發生，中華民國國防部即規劃建立自身的通訊與指管系統以提升戰情傳遞速度，進而協調多軍種聯合作戰。
1977年12月19日，旅美電子系統專家李傳璋博士在中山科學研究院的安排下於「建立國軍指揮管制通訊情報（C3I）系統第一次會議」中向時任中華民國參謀總長宋長志一級上將進行簡報，後者於1978年5月31日裁示於國防部成立「大成專案計畫室」，由國防部參謀本部作戰及計畫參謀次長室（聯五）負責推動，與各軍種的意見交流也隨之展開。同年12月27日，大成計畫室人員向時任中華民國總統蔣經國進行「大成專案實施綱要計畫簡報」，總統蔣經國則於次年7月31日的第29次軍事會談（俗稱「大軍談」）中要求軍方與中科院進行模擬演習以瞭解此系統的性能。:83

## 大成雛型系統與大成模擬演習
1980年1月30日，宋長志上將要求中科院將現有裝備與大成專案研製的部分裝備組合成「大成雛型系統」，並進行「大成模擬演習」以在實兵測試中鑑定此系統的基本軟硬體功能。:84

### 大成雛型系統
中科院於1980年2月至1982年8月間完成大成雛型系統的研發與產製，並於1982年向時任參謀總長郝柏村一級上將與其他軍方高層展示成果。此系統包含以下設備：:85-88
- 雷情摘取器：處理雷達偵獲的資訊並進行歸納整理。此系統可同時監控200個目標，並追蹤其中的20個目標
- 自動化電子偵測器：偵測並標定電磁輻射（Emission）源、截錄電磁訊號、歸檔後通過UHF波段鏈路傳回戰情中心
- 光電偵測器：可利用電視攝影機與雷射測距儀以對45公里內的目標進行辨證
- 指揮管制通訊網：利用HF波段以每秒2,400位元的速度傳輸加密資訊，且各終端機可自動對資訊進行加解密，減少人工譯密的錯誤與耗費的時間
- 防情傳送網：整合各單位蒐集的雷達情報並以圖形介面顯示在空目標的方位、距離與種類，再以VHF波段向中華民國空軍、中華民國陸軍防空砲兵部隊傳送早期預警資訊
- 戰情傳送網：以跳頻UHF波段無線電向全軍傳送戰情資訊，其最大覆蓋範圍超過200公里，可在10個頻率同時被干擾的狀況下正常傳輸資訊
- 戰情分析器：內建電子情報檔案與電子作戰序列（Electronic Order of Battle），可即時分析情報以供指揮官與情報官參考
- 另時資料處理器（Off Line Processor）：輔助戰情分析器進行更詳細的情報分析以供參考
- 戰情顯示控制器：將資訊轉換為符號與數字，並投射至作戰中心的指揮管制儀或作戰單位的情態顯示器上
- 電腦模擬器：可讓人員熟悉全系統的操作，也可用來進行作戰訓練

大成雛型系統於1982年12月底完成架設，並於接下來的兩個月內進行了4次測試。測試結果顯示此雛型已經成熟，中科院人員遂將其擴充為正式的大成系統。:88

### 大成模擬演習
大成模擬演習採實兵對抗方式進行，目的為測試大成系統的性能並與現有系統進行比較。:84首次大成模擬演習於1983年8月25日舉行，海軍以瀋陽軍艦（DDG-923）作為假想敵對抗岸基兵力，測試全系統的性能與抗干擾能力。通過測試後，中科院於1983年5月提出〈大成計畫武器裝備投資綱要計畫〉，預計以新台幣25億4千餘萬元的預算與5年的時間建置系統以供三軍使用。:88-89
此演習也暴露了大成系統的不足之處，包括感測器種類無法覆蓋三軍、無法與中華民國憲兵、中華民國警察交換資訊、台灣本島電信基礎設施性能與品質需提升等情況，顯示大成系統仍待後續升級與擴充。:89

## 陸軍版大成系統
由於需要獲得即時的防空情報，陸軍也對此類系統有一定的需求。陸軍原本的防空情報來源為空軍管制中心的24小時防情電訊，然而這樣的資訊傳遞方式速度慢、內容不足，且防空情報有較高的時效性需求，故陸軍總司令部計畫署於1979年2月向中科院提出需求，而中科院副院長於1983年9月12日赴陸軍總部向時任陸軍總司令蔣仲苓二級上將簡報，確立陸軍版大成系統設置至作戰區（軍團級編制），防空情報則傳遞至連級防空單位的設置。在通訊方面，陸軍總部要求大成系統將以有線電為主，無線電為輔，且系統需有自動備份功能以避免通訊與電源中斷導致資料流失。:90-91:70
然而，此套系統受到參謀總長郝柏村上將為首的高級軍官的質疑。郝柏村認為海軍、空軍作戰單位不如陸軍複雜，在管制上較易進行，但陸軍作戰單位小至連、排、班，且各種單位的性質不同，電腦預先儲存的戰術模式將無法應付千變萬化的戰場。除此之外，通訊系統也有遭干擾或入侵的可能，基層單位將無法百分百信任大成系統提供的資訊。:71這些質疑使軍方高層決定優先發展大成系統的海軍部分，而陸軍指管系統又經歷了「大成專案師指管系統」、「陸軍戰情諮詢自動化系統」（陸資系統）等案，最後發展為「陸軍戰術區域通信系統」（陸區系統）。:74-78

## 升級與整合
隨著科技的進步，大成系統的頻寬已不足以傳輸各單位偵獲的資訊。為此，中科院先以「天頻計畫」建構衛星通信系統以補足頻寬不足的問題:84，而後又以「聯成計畫」對大成系統進行全面升級。:115聯成系統後於「博勝二號專案」與空軍的強網系統（後發展為寰網系統）、陸軍的陸區系統、海巡署的近海雷達情資一同併入「台灣指管系統」中，實現了全軍種指管通信資情監偵（C4ISR）平台的整合。:79:114-115目前的聯成系統屬於中華民國國軍「多重共同圖像」中的戰略指揮層級共同圖像，配置於主力艦艇與輔助艦艇上以傳遞空中及水面目標資訊。